# 傅鍾
傅鍾（1900年6月28日—1989年7月28日），四川叙永人，中国共产党、中华人民共和国政治人物，原副国级领导人。中国共产党军队政治工作领导人，中国人民解放军上将。
傅鍾于1921年加入中国共产党，毕业于莫斯科中山大学。第一次国共内战时期，历任红四方面军政治部秘书长、红十二师政委、川陕根据地临时省委书记、西北局组织部长、红四方面军（后兼西北军区）政治部副主任等职。参加长征。后任抗日军政大学政治部主任。抗日战争爆发后，历任八路军政治部民运部部长，八路军政治部副主任，八路军野战政治部主任。第二次国共内战时期，任中共中央军委总政治部副主任。中华人民共和国建立后，长期担任中國人民解放軍總政治部副主任。傅鍾是中共1614位开国将帅中最早加入中共的一位，其入党时间甚至早于十大元帅和十大大将。

## 生平

### 早年经历
1919年在叙永中学读书，接受五四运动的影响。1921年赴上海预习法文，参加“工读互助会”。同年冬赴法勤工俭学。1921年冬加入中国共产党。1925年，傅鍾任中共旅欧总支部书记。1926年初转入苏联莫斯科中山大学学习，任学生总支部局副书记。1927年转入托尔马乔夫军事政治学院学习。曾列席联共（布）第十五次代表大会，参加共产国际执委会扩大会的工作。1930年与周恩来同回上海，在中央军委从事人事和兵运工作，同时参与翻译了《苏军步兵战斗条令》和《苏军政治工作条例》。
1931年，傅鍾分配到红四方面军政治部任秘书长、红十二师政委、红四方面军随营学校校长兼政治委员、彭杨军政干部学校政治部主任等职。1932年冬任川陕根据地临时省委书记。后又任红四方面军（后兼西北军区）政治部副主任，同时主办《红军报》、《干部必读》等报刊。主持制订团、师、军政治机关工作细则。傅鍾参与鄂豫皖苏区和川陕苏区历次反围剿战争。
1935年，傅鍾参加长征，负责群众工作和战勤工作。8月在沙窝会议上被增补为中共第六届中央候补委员。与中央红军在懋功会师，召开毛儿盖会议后，出任红军右路军前敌指挥部政治部主任，政治委员陈昌浩，总指挥徐向前，参谋长叶剑英。因为对陈昌浩在党中央、一方面军的态度表示了一些意见，被陈昌浩派到包座前线部队做战地工作，随后李卓然也去了。9月11日清晨，突然接到骑兵通信员送来陈昌浩的“特急飞传”纸条，内容为“傅钟、卓然：赶快回来，中央夜里秘密开走，去向不明。他们丢下我们‘开小差’，用意何在？飞速来议。”傅鍾和李卓然于当天中午骑马赶回巴西的喇嘛庙右路军总指挥部，陈昌浩在右路军高级干部会上讲话，说中央“右倾”，“怕死”，丢下我们“逃跑”了等许多难听话。陈昌浩说完，问谁有话讲。大家都说没有。当天近黄昏时，陈昌浩宣布南下，口号是“打回通、南、巴！”傅钟问昌浩：究竟出了什么事，为什么到了这种地步？陈昌浩说：傅钟，你不必担心，我们还有几个军，自有出路！你们搞好政治动员。9月12日黎明，右路军出发南下。10月初，左路军从阿坝方向来到卓克基，和右路军会合，共有近八万人。
在张国焘另立中央后，傅鍾被张国焘封为“政治局候补委员”，但傅鍾拒绝在张国焘自立的“中央”机关担任职务。后来见到任弼时，傅对任弼时说：“那个委员名单，全是张国焘和黄超搞的，别人概不知道。那天晚上开会，事先都不摸底，陈昌浩同志也不晓得要干什么。”1935年11月任中共川康边省委书记。1936年7月红二、四方面军会合。任弼时与傅鍾都是二十年代初期就在莫斯科的老同学，都精通俄语。任弼时找傅鍾谈话，开门见山问：“去年北上，中央走了，你们为什么不走呀？”傅鍾说：“不知道”，并介绍了所见、所闻。听完红一、四方面军从会师以来的一年间的过程，任弼时问：“北上有决议没有？”傅说“有”。任弼时问：“有，为什么不执行？”任弼时没再说什么，要傅鍾次日到总司令部机要科去看电报，说：“凡我看过的你都可以看。”傅鍾看过电报才知道一、四方面军分开前后的前因后果具体过程。看过电报，任弼时再次和傅鍾长谈：“看来，不是中央丢下你们走了，是你们不跟上中央走，中央才先走的；责任不在中央，在你们！”任弼时用俄语对傅鍾说：“列宁是非常重视统一问题的！列宁说过，统一对工人阶级是无限宝贵的，无限重要的，在斗争中是最伟大的武器！而没有统一的领导中心，党的真正统一是不可能的。我们再不能让张国焘破坏党的统一了！”按照任弼时的见解，傅鍾与王建安、袁克服等四方面军高级干部作过长谈，他们完全赞成任弼时的意见，并积极主动地在红四方面军部队中进行了团结一致和维护党中央统一领导的思想教育。
后任中共中央西北局组织部部长，随军到达陕北。参加过延安批判张国焘的政治局扩大会议，从此与“张国焘路线”彻底划清了界线，当了一辈子的总政副主任。此后，傅鍾担任抗日红军大学（后称抗日军政大学）政治部主任。

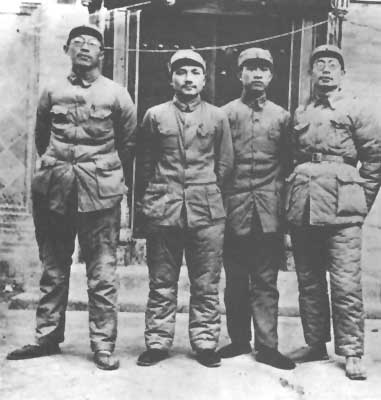
抗日战争初期，部分八路军将领合影。左一黄克诚、左二邓小平、左四傅鍾。

### 抗日战争时期
1937年8月，傅鍾参加洛川会议，此后任八路军政治部民运部部长。1938年1月，傅鍾担任八路军政治部副主任、野战政治部主任，长期转战太行山区。在此期间，傅鍾提出了《政治整军方案》，参与制定并发布与朱德、彭德怀、左权共同署名的《政治整军训令》。1939年5月15日，傅鍾在《八路军军政杂志》上发表《八路军抗战中政治工作的经验》。1940年春，以八路军野战政治部名义，先后向部队发出关于生产运动的训令和指示。1940年冬回延安，任中共中央军委总政治部副主任，后兼陕甘宁晋绥联防军政治部副主任等职。1945年，参加中共七大，并在会上作了《增强党的团结，反对山头主义》的发言，受到毛泽东等称赞。

### 第二次国共内战时期
1946年初，傅鍾调任重庆新华日报社长兼中共四川省委宣传部长。国共内战爆发后，出任中央军委总政治部副主任。1947年3月，奉命带领总政机关东渡黄河，进入晋察冀军区负责军委总政治部常务工作，并出席全国土地会议。第二次国共内战期间，傅鍾参与制定《中国人民解放军党的委员会条例（草案）》、《支部工作条例》、《革命军人委员会条例》、《新式整军初步总结》等文件，对中共军队政治工作做出突出贡献。1949年7月，在第一次全国文学艺术工作者代表大会上作《关于部队的文艺工作》的报告。

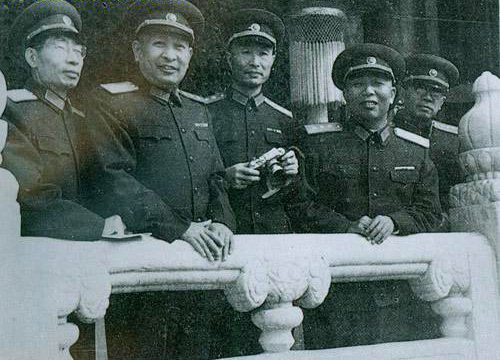
1961年10月1日，傅鍾、鍾期光、张爱萍、宋时轮、李涛（左起）在天安门城楼上

### 中华人民共和国成立后
中华人民共和国建立后，任中國人民解放軍總政治部副主任兼宣传部部长。长期参与领导全军的政治思想特别是宣传、文化方面的领导工作。1955年，被授予上将军衔，获一级八一勋章、一级独立自由勋章和一级解放勋章。此期间，他写了《政治工作基本问题》、《毛泽东军事辩证法的伟大胜利》等文章。文化大革命期间，傅鍾遭多次受批斗，家被查抄。1982年，在中共十二大上当选中央顾问委员会常委。此后，又著有《坚持并发展毛泽东的建党学说》一文。
1987年12月撰写《西北局的光荣使命》文章，坚持在延安会议后的政治态度和立场，没有附和八十年代兴起的为“草地密电”和“西路军”“翻案”“平反”风潮。
傅鍾是第一、二、三届国防委员会委员；第三、五届全国人民代表大会常务委员会委员；中国文联第三、第四届副主席，著有《政治工作基本问题》一书。1988年获一级红星功勋荣誉章。1989年7月28日在北京病逝。他被官方评价为“中国共产党的优秀党员，久经考验的忠诚的共产主义战士，无产阶级革命家，我军杰出政治工作领导者”。